# Stockholms Golfklubb
Stockholms Golfklubb är en golfklubb i Danderyd, bildad den 27 maj 1904. Sedan 1932 ligger klubbens 18-hålsbana (Kevingebanan) vid Kevinge gård i Danderyd. 

## Historik

### De första åren
Stockholms golfklubb, även kallad Kevinge, grundades år 1904 och är Sveriges näst äldsta golfklubb efter Göteborgs golfklubb. Klubben skapades med utgångspunkt i brittiska golftraditioner. Den dåvarande kronprinsen, Gustav Adolf, blev vald till klubben andra ordförande efter Victor Balck och har under åren medverkat till att göra golfen till en så stor sport som den är. Så i och med att kronprinsen var ordförande skulle klubben också kunna kallas för Stockholms Kungliga Golfklubb.
Klubbens första tillhåll var vid Fågelbacken, en synnerlig primitiv och svårspelad bana som saknade flaggor. 1905 flyttade man till Fältrittklubben ridbana, där idag Storängsbotten ligger. Banan hade först 7 hål men senare utvecklades banan till 9 hål. Banans bogey (det heter par nu för tiden) låg på 41 och banans längsta hål hade bogey 6. Dåtidens hickoryklubbor och guttaperkabollar hade inte samma längd som dagens bollar och klubbor. 1912 flyttade klubben igen och då till Golfängarna i Sundbyberg, året därpå var banan redo att spelas och den hade då 9 hål med alternativa utslagsplatser. Samma år, 1913 spelades KM för både herrar och damer. Tio år efter banans grundande, 1914 anställdes Edwin Roberts som golfinstruktör. Edwin, även kallad Ted stannade kvar i klubben i 65 år.
År 1926 flyttade klubben till Sticklingeområdet på Lidingö, första året hade banan 9 hål men redan efter första året byggdes ytterligare 9 hål till. Stockholms golfklubb blev Sveriges första klubb med en 18-hålsbana.

### Kevinge från 1929/1932
År 1929 flyttade klubben en sista gång tills sin nuvarande plats vid Kevinge gård nere vid Edsviken som då ägdes av affärsmannen Torsten Ax:son Johnson. Bygget leddes av Rafael Sundblom, där banarkitektenfirman Colt, Alison & Morison, med den världskända arkitekten H. S. Colt anlitades för att skapa en klassisk parkbana. Kevinges ladugård och stall byggdes om till klubbhus. Klubbens kansliavdelning huserar numera också Svenska Golfförbundets kansli.
Den 7 oktober 1932 invigdes Kevingebanan och de första bollarna slogs av prinsen av Wales (blivande Edvard VIII av Storbritannien) och kronprins Gustav Adolf. Många klassiska mästerskap har genom åren spelats på Kevingebanan och än idag spelas många nationella och internationella tävlingar, både för amatörer och för proffs.
Genom åren har ett gäng stora golfspelare och världskändisar spelat på banan. Några av dem är Henry Cotton, Gene Sarazen, Bobby Locke, Arnold Palmer, Sam Snead, Hugh Grant och Annika Sörenstam.

## Nutida bilder

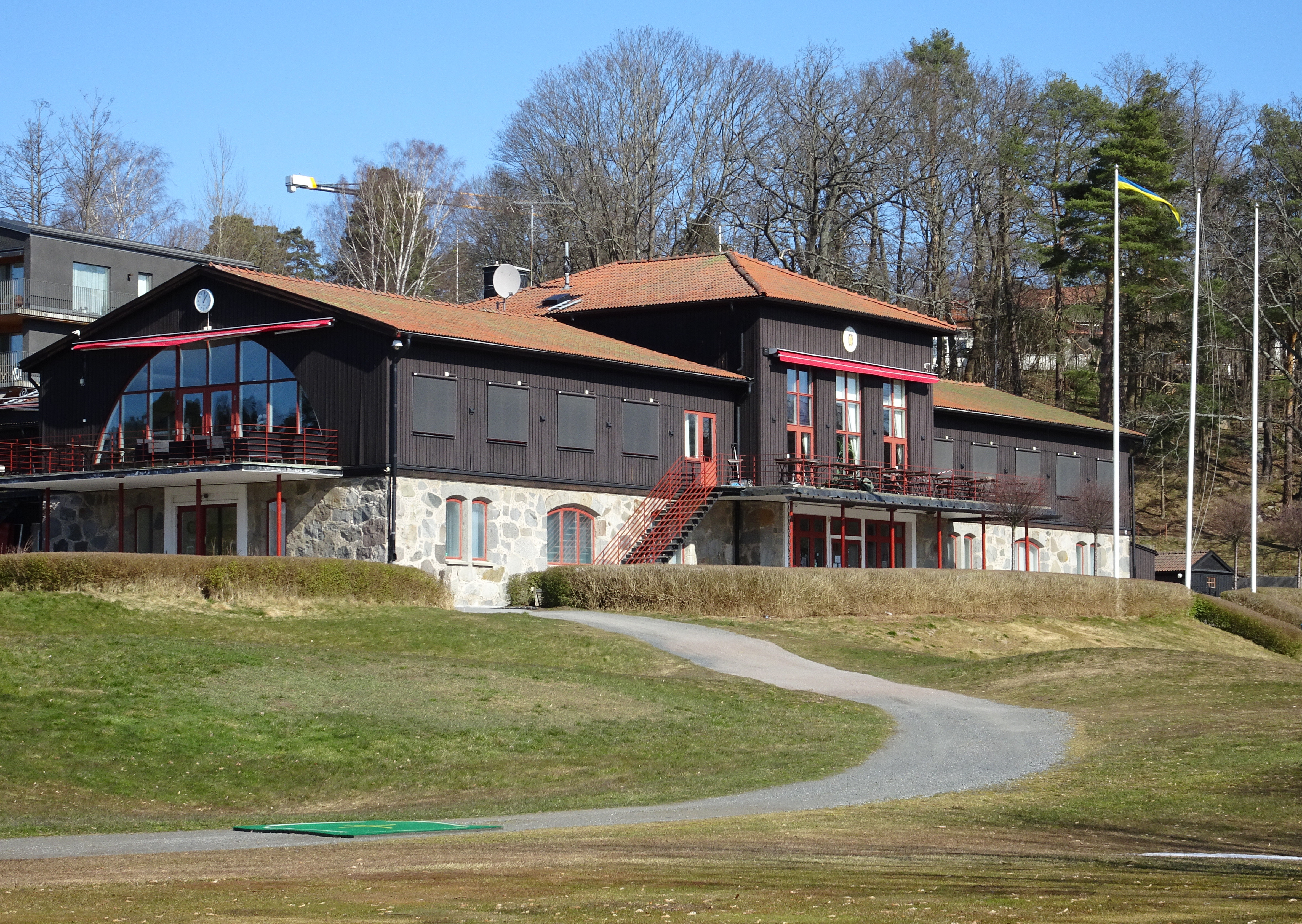
Klubbhuset.
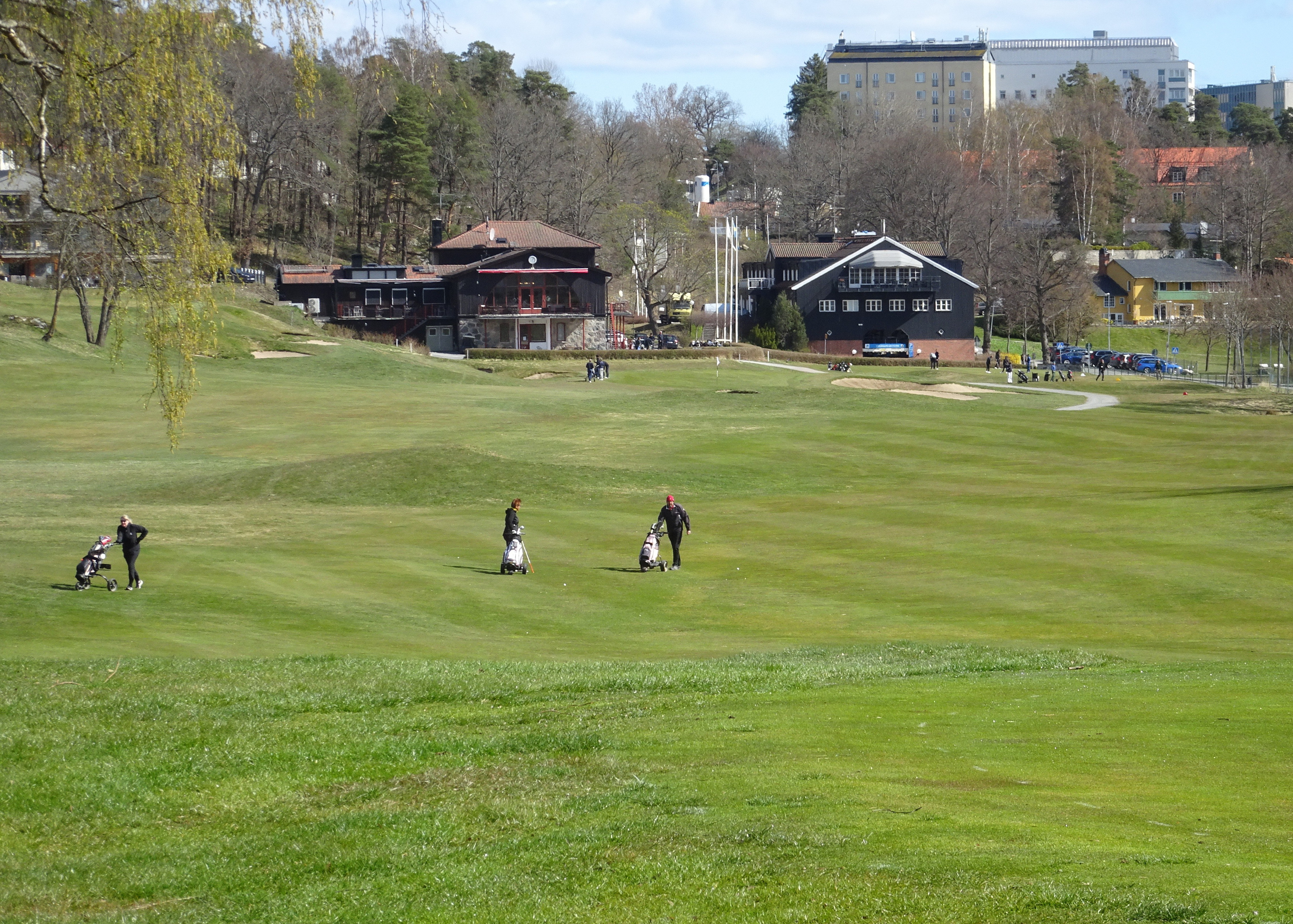
Kevingebanan med klubbhuset i bakgrunden.
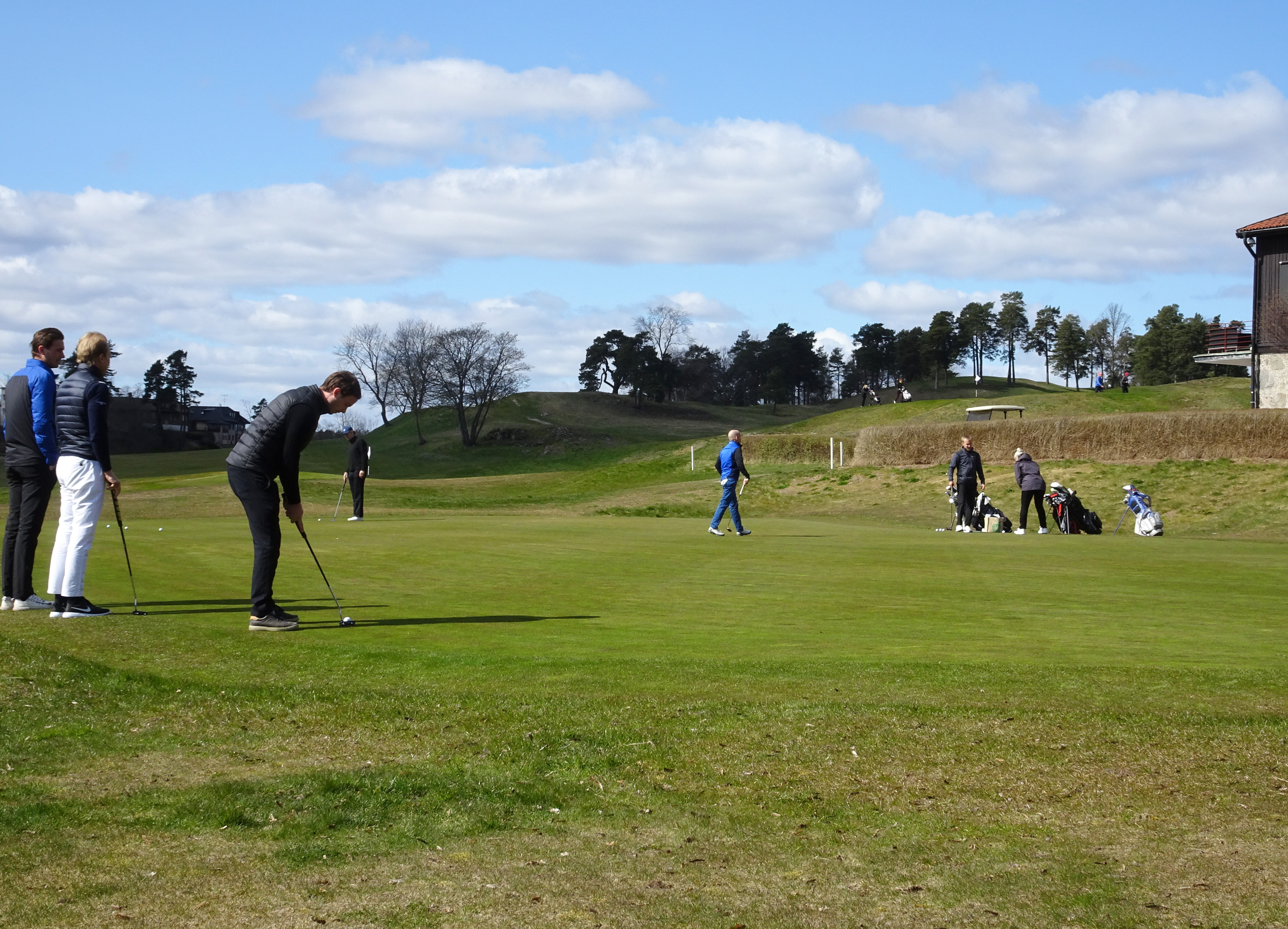
Kevingebanan.
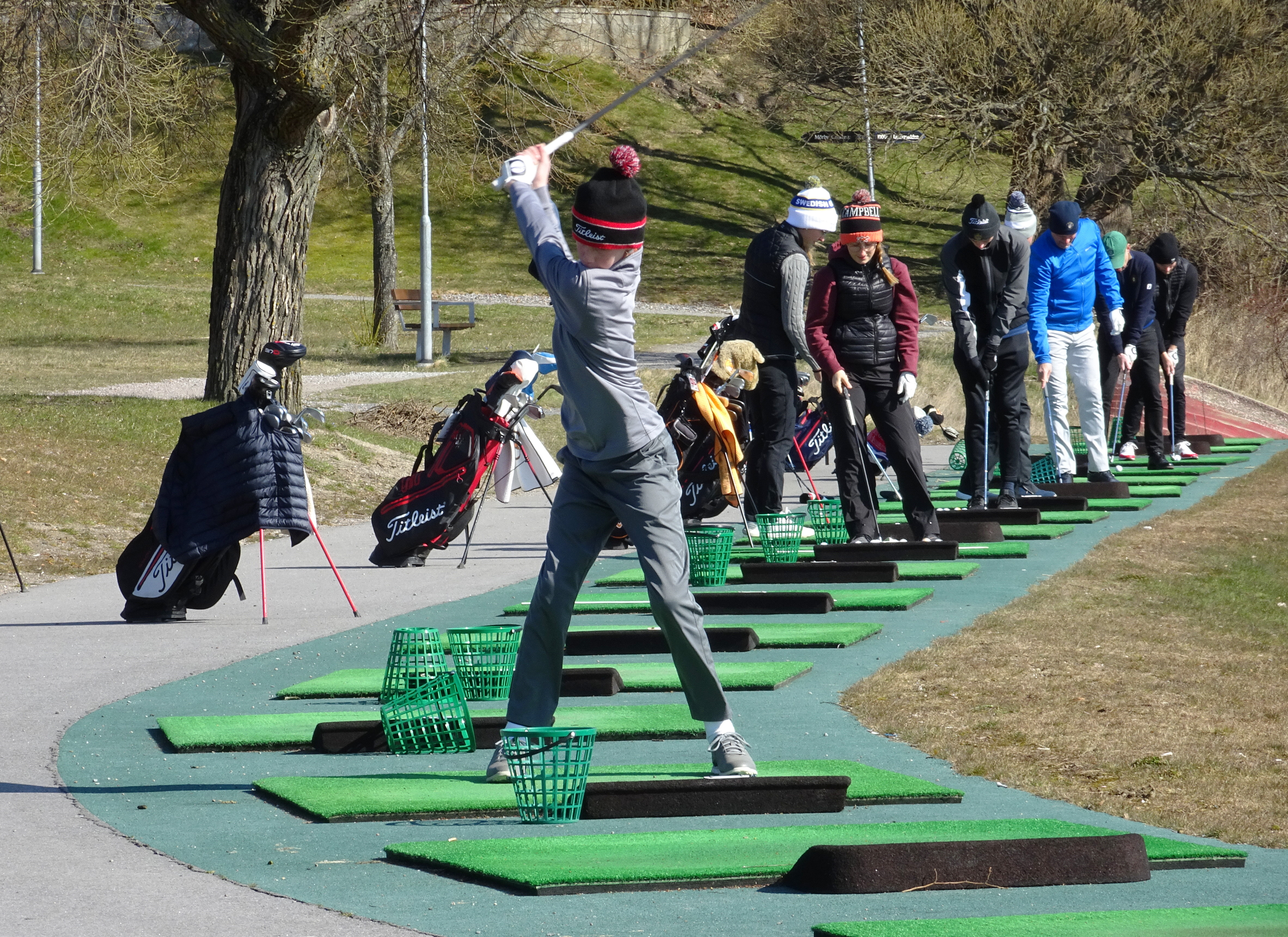
Ungdomar övar slag vid Edsviken.